# Gabor Csepregi
Gabor Csepregi (ur. 17 maja 1950 w Budapeszcie) – kanadyjski piłkarz wodny pochodzenia węgierskiego, uczestnik Letnich Igrzysk Olimpijskich 1972 i 1976.
Na igrzyskach w Monachium Csepregi reprezentował Kanadę w kilku meczach, w których nie zdobył jednak żadnego gola. W klasyfikacji końcowej, jego drużyna uplasowała się na ostatnim 16. miejscu.
W 1976 roku, na igrzyskach w Montrealu, Csepregi także wystąpił w kilku spotkaniach, a w meczu przeciwko reprezentacji Iranu strzelił swojego jedynego gola na igrzyskach olimpijskich. Na tym turnieju Kanada uplasowała się na dziewiątym miejscu.